# WWE Hell in a Cell (2022)
WWE Hell in a Cell 2022 war eine Wrestling-Veranstaltung der WWE, die als Pay-per-View auf dem WWE Network und dem Streaming-Portal Peacock ausgestrahlt wurde. Sie fand am 5. Juni 2022 in der Allstate Arena in Rosemont, Illinois, Vereinigte Staaten statt. Es war die 14. Austragung des Hell in a Cell seit 2009. Die Veranstaltung fand zum ersten Mal in Illinois statt.

## Hintergrund
Im Vorfeld der Veranstaltung wurden sieben Matches angekündigt. Diese resultierten aus den Storylines, die in den Wochen vor dem Pay-Per-View bei Raw und SmackDown, den wöchentlichen Shows der WWE gezeigt wurden.

## Ergebnisse
| Matchart                                            |                                                      |      |                                      | Zeit  |
| --------------------------------------------------- | ---------------------------------------------------- | ---- | ------------------------------------ | ----- |
| Triple-Threat-Match um die Raw Women’s Championship | Bianca Belair (C)                                    | bes. | Asuka und Becky Lynch                | 18:56 |
| 2-on-1-Handicap-Match                               | Bobby Lashley                                        | bes. | Omos und MVP                         | 8:22  |
| Singles-Match                                       | Kevin Owens                                          | bes. | Ezekiel                              | 9:21  |
| Six-Person-Mixed-Tag-Team-Match                     | The Judgment Day Edge, Damian Priest und Rhea Ripley | bes. | AJ Styles, Finn Bálor und Liv Morgan | 16:04 |
| No-Holds-Barred-Match                               | Madcap Moss                                          | bes. | Happy Corbin                         | 12:04 |
| Singles-Match um die WWE United States Championship | Theory (C)                                           | bes. | Mustafa Ali                          | 10:23 |
| Hell-in-a-Cell-Match                                | Cody Rhodes                                          | bes. | Seth Rollins                         | 24:21 |

| Funktion      | Name            |
| ------------- | --------------- |
| Kommentatoren | Byron Saxton    |
| Kommentatoren | Pat McAfee      |
| Kommentatoren | Jimmy Smith     |
| Kommentatoren | Corey Graves    |
| Kommentatoren | Michael Cole    |
| Pre-Show      | Kayla Braxton   |
| Pre-Show      | Peter Rosenberg |
| Pre-Show      | Jerry Lawler    |
| Pre-Show      | Booker T        |
| Pre-Show      | Kevin Patrick   |
| Ringansager   | Mike Rome       |
| Ringansager   | Samantha Irvin  |